# Hjelm (Insel)
Hjelm ist eine kleine, unbewohnte Insel im Kattegat, welche zu Dänemark gehört.

## Geographie
Hjelm liegt 4,9 km östlich von der Landspitze Hassensør von Djursland, von diesem durch Hjelm Dyb getrennt. Die Insel hat eine Fläche von 62,2 Hektar und erreicht im Fyrbakken eine Höhe von 39 Metern. Auf dem Fyrbakken steht der 18 Meter hohe photovoltaisch betriebene Leuchtturm Hjelm Light. Hjelm ist die erste Insel Dänemarks mit einem photovoltaisch betriebenen Leuchtturm.
Im Umkreis von fünf Kilometern um die Insel gibt es mehrere Untiefen:
- Hjelm Banke (die unmittelbare Umgebung, auf der die Insel aufliegt)
- Klørgrund (Südosten, 6,4 Meter Tiefe)
- Bjarkesgrund (Süden, 56°06'N 10°46'O, 4 Meter Tiefe)
- Skelhøjsgrunde (Norden, 56°10'N 10°43'O, 5 Meter Tiefe)
- Klokkegrund (Westen, 56°08'N 10°44'O, 2,8 Meter Tiefe)
- Øreringene (Südwesten, 56°07'N 10°44'O, 4,4 Meter Tiefe)

## Verwaltung
Die Insel gehört zur Kirchspielsgemeinde (dän.: Sogn) Ebeltoft Sogn, die bis zur dänischen Kommunalreform von 1970 zur Harde Mols Herred im damaligen Randers Amt gehörte, danach zur Ebeltoft Kommune im damaligen Århus Amt. die mit der nächsten dänischen Kommunalreform 2007 in der Syddjurs Kommune in der Region Midtjylland aufging.

## Geschichte
Hjelm war bereits in der Steinzeit bewohnt. 1286 wurde die Insel im Zusammenhang mit der Ermordung Erik V. Klippings in Finderup Lade erstmals geschichtlich erwähnt. Der des Mordes beschuldigte dänische Marschall Marsk Stig befestigte 1290 Hjelm und betrieb von dort aus eine Falschmünzerei.
Am 15. November 1856 nahm der heutige Leuchtturm seinen Betrieb auf, zunächst durch Rapsöl, später durch Petroleum, Elektrizität und schließlich durch Sonnenenergie betrieben. Mit dem Leuchtturm kam durch den Leuchtturmwärter und dessen Assistent, den Heizer und durch einen Schulraum mit bis zu 15 Schülern neues Leben auf die Insel.
1947 wurde Hjelm an die Århus Sten- og Gruskompagni („Århuser Stein- und Kieskompanie“) verkauft, die auf der Insel Kies und Geröll abbaute.
Lebten in den frühen 1900er Jahren noch 10 bis 30 Menschen auf Hjelm, verlor die Insel nach dem Zweiten Weltkrieg stetig an Bevölkerung und ist seit den späten 1960er Jahren ohne ständige Bewohner.
1964 wurde die Pflicht aufgehoben, die Insel landwirtschaftlich zu nutzen.
1970 verließ der Leuchtturmwärter die Insel, nachdem der Betrieb des Leuchtturms automatisiert wurde.

## Eigentumsverhältnisse
Die Insel befindet sich heute mit Ausnahme des Leuchtturm-Grundstücks im Privatbesitz einer Familie, die mit dem damaligen Eigner der Stein- und Kieskompanie verwandtschaftlich verbunden ist und die Insel als Feriendomizil nutzt. Es gibt noch zwei Wohngebäude auf der Insel, darunter ein ehemaliger Bauernhof.
Leuchtturm und dazu gehörige Grundstücke wurden im Jahr 2021 durch das staatliche Immobilienunternehmen Freja ejendomme A/S an den dänisch-schweizerischen Internet-Investor Niklas Nikolajsen veräußert. Dieser Verkauf wurde von der Eigentümergemeinschaft gerichtlich angefochten, unter anderem da sich nach deren Auffassung das Wegerecht über deren Grundstücke lediglich auf den Betrieb des Leuchtturms beschränkte.

## Galerie

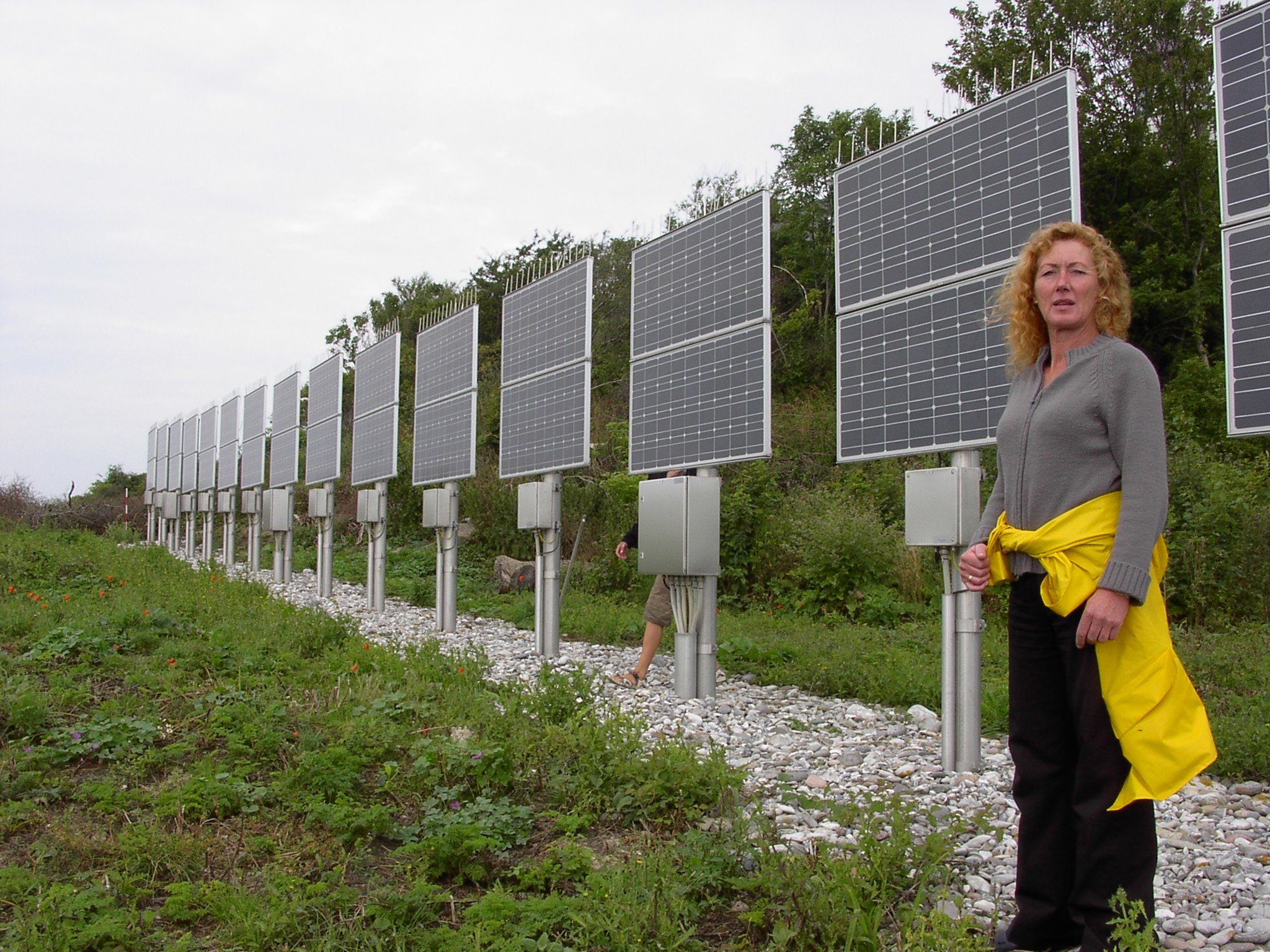
Photovoltaikanlage auf Hjelm (2005)
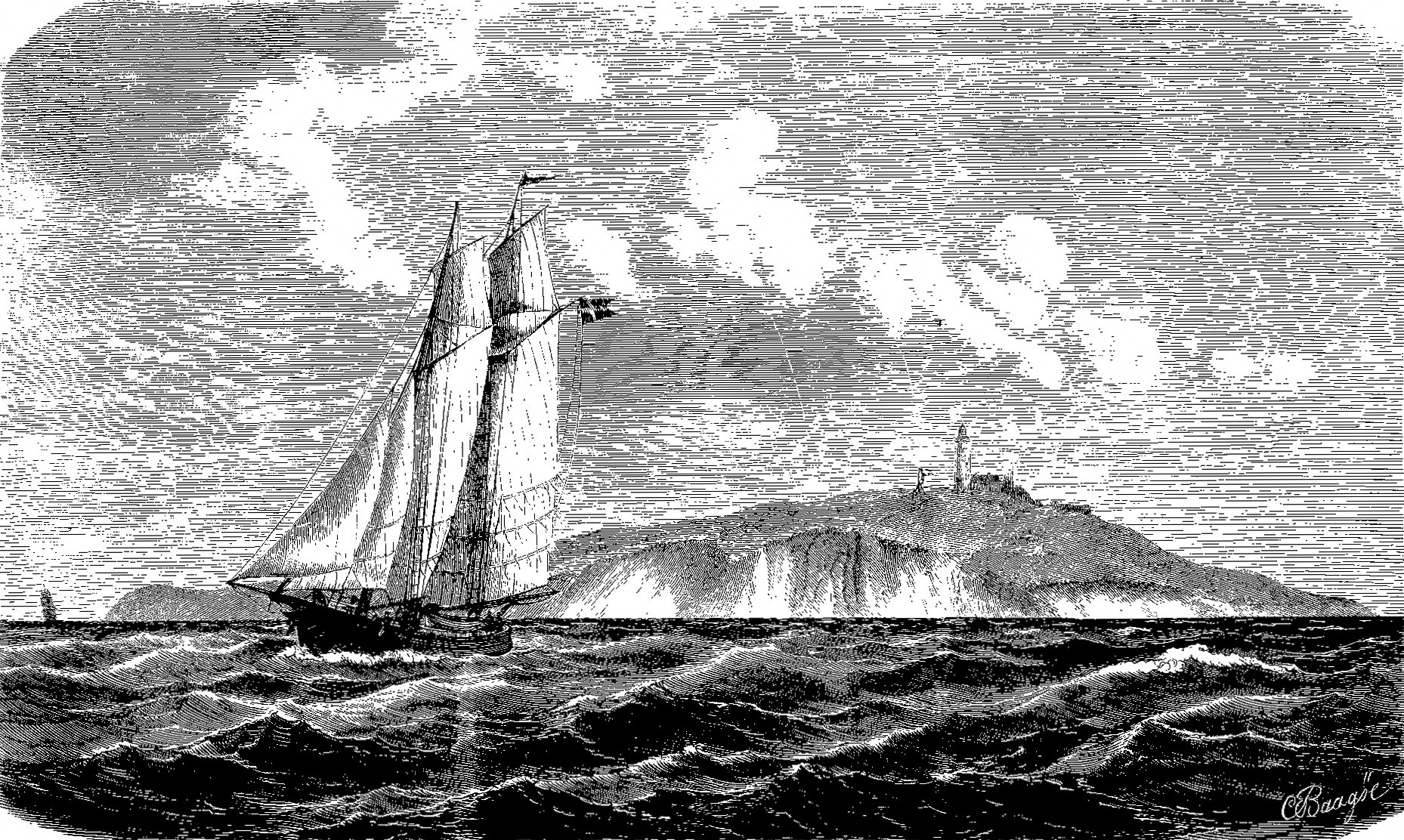
Ältere Zeichnung von Hjelm (vor 1895)
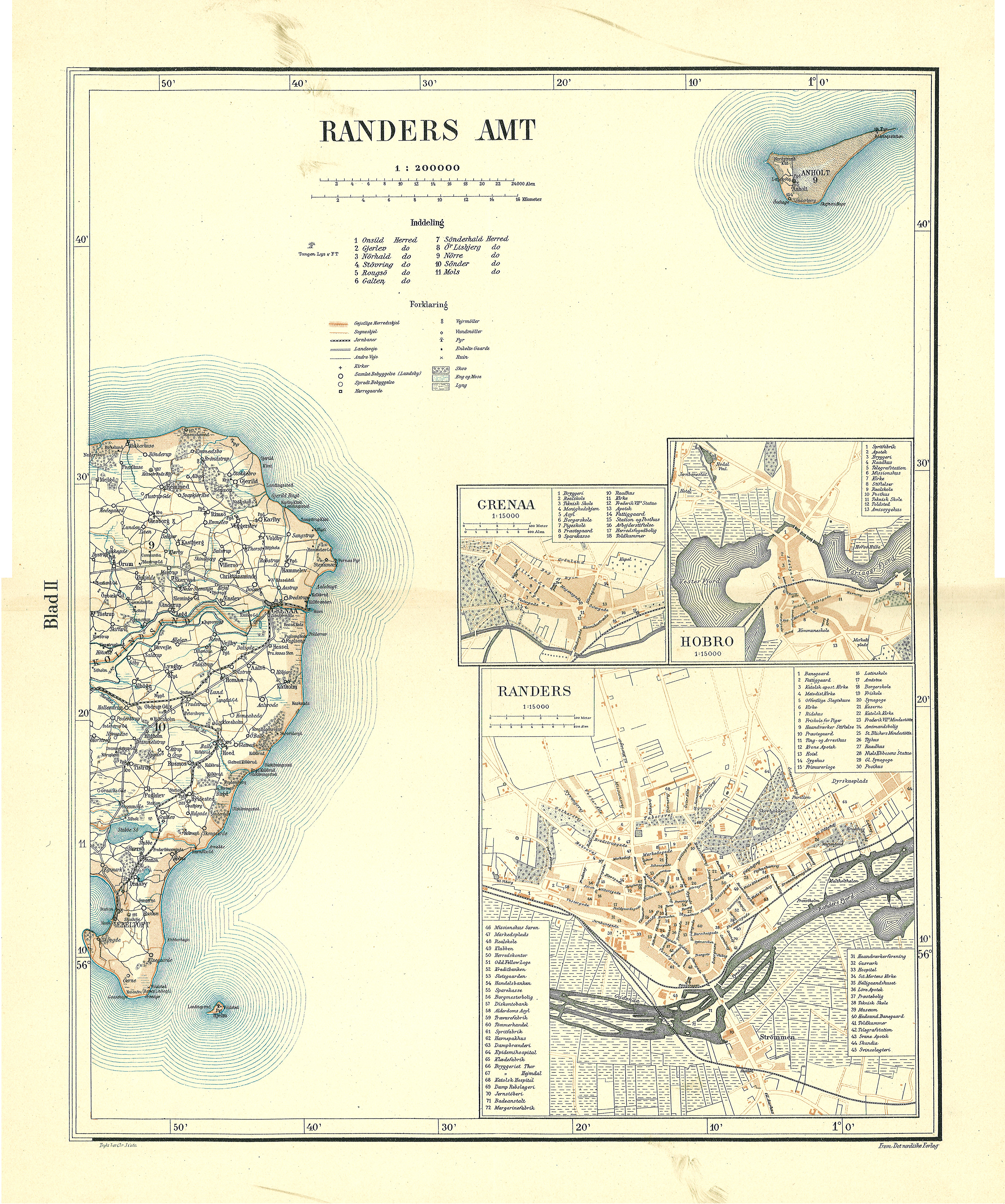
Karte des alten Amtes Randers (Ost), mit Hjelm im Südwesten
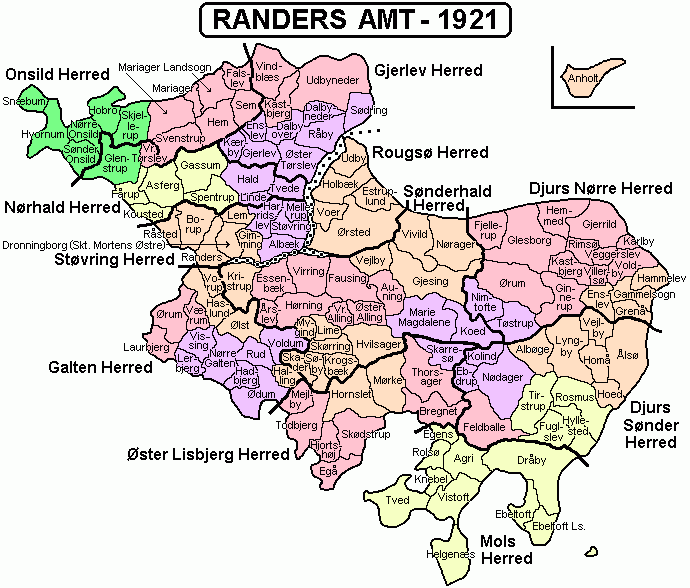
Hjelm als Teil der Ebeltoft Sogn